# Arvid Järnefelt

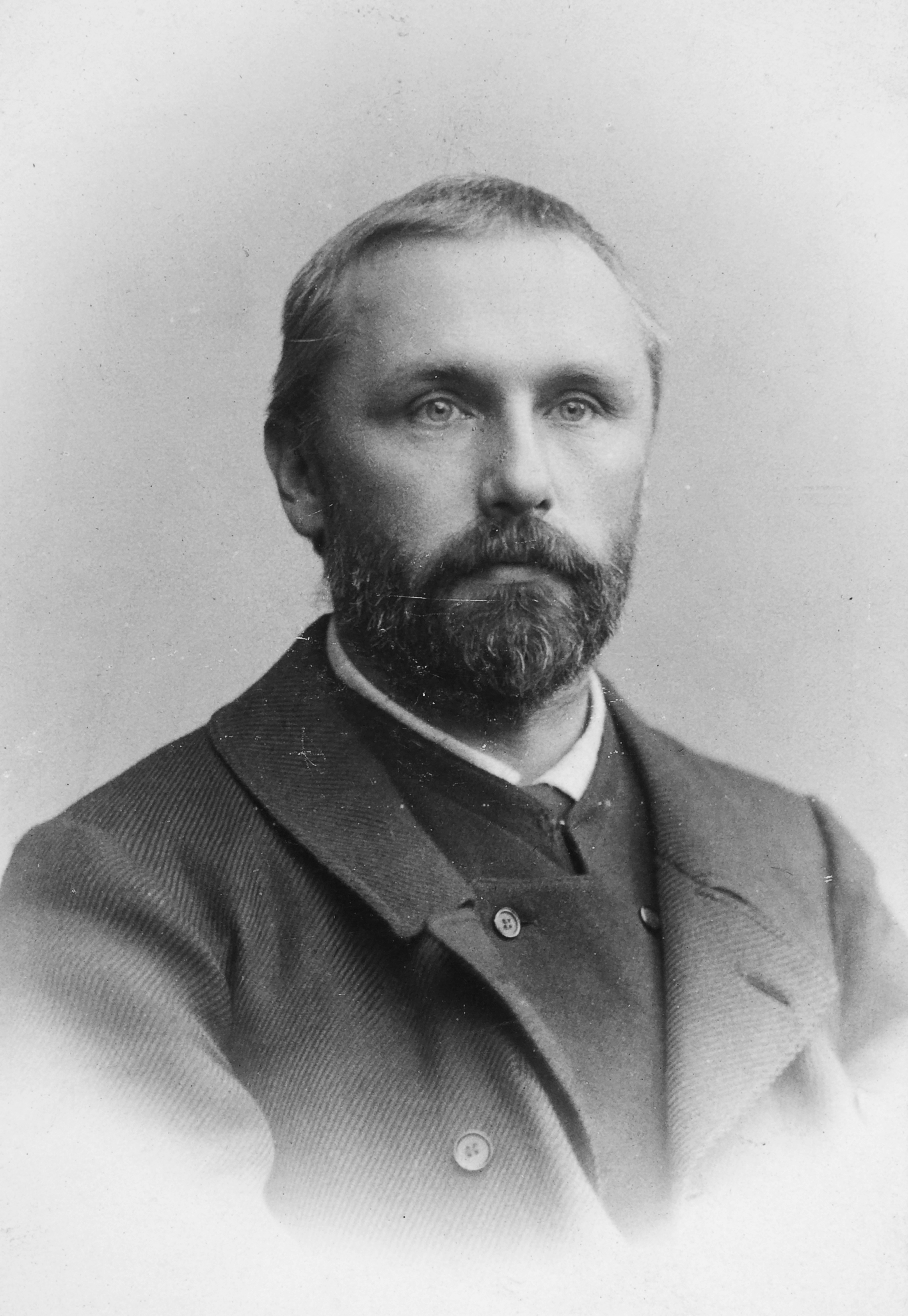
Der junge Arvid Järnefelt

Arvid Järnefelt (Pseudonyme: Arvi Rauta, Hilja Kahila; * 16. November 1861 in Sankt Petersburg; † 27. Dezember 1932 in Helsinki) war ein finnischer Schriftsteller.

## Leben
Järnefelt wurde als Sohn des russischen Generals und Gouverneurs August Alexander Järnefelt und Elisabeth Järnefelts (geborene Clodt von Jürgensburg) geboren. Sein Bruder Armas wurde als Komponist bekannt, Eero als Maler, die Schwester Aino wurde die Ehefrau von Jean Sibelius. Järnefelt studierte in Leipzig Psychologie und nach der Graduierung an der Universität Helsinki von 1886 bis 1888 russische Sprache an der Universität Moskau.
Ab 1890 war Järnefelt Richter, zunächst in Helsinki, später in Österbotten in Westfinnland. Unter dem Eindruck der Schriften Leo Tolstois gab er 1896 seine Laufbahn als Richter auf. Er kaufte und bewirtschaftete die Farm Rantala und erlernte auch das Schuhmacher- und Schmiedehandwerk. 1899 gehörte er zu den Gründern der Zeitschrift Päivälehti (später Helsingin Sanomat), zu deren Autoren auch der Schriftsteller Eino Leino gehörte. Eine Freundschaft verband Järnefelt auch mit Juhani Aho und dem Journalisten und späteren Minister Eero Erkko.

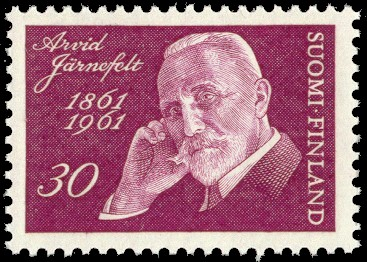
Finnische Briefmarkenausgabe zum 100. Geburtstag Järnefelts (1961)

Erste von Aleksis Kivi beeinflusste Kurzgeschichten veröffentlichte Järnefelt bereits 1883–84 in dem Magazin Valvoja. Sein erster Roman Isänmaa erschien 1893, im Folgejahr das autobiographische Buch Heräämiseni (Mein Erwachen), in dem er seine Bekehrung zum Tolstoianismus darstellte. Eine Reise zu Tolstoi im Jahr 1899 beschrieb er in dem Bericht Päiväkirja matkaltani venäjälle. 1907 erschien die Streitschrift Maa kuuluu kaikille! (Das Land gehört allen).
Großen Erfolg hatten sein Schauspiel Tiitus und der Roman Onnelisset, den er unter dem Pseudonym Hilja Kahila veröffentlichte. In dem Roman Greeta ja hänen herransa (1925) reflektierte er die russische Revolution und den finnischen Bürgerkrieg. Zwischen 1928 und 1930 erschien der große dreibändige autobiographische Roman Vanhempieni romaani (Roman meiner Eltern).